# Тичинка
Тичинките са фертилната част на цвета, характерни като структура само за покритосеменните растения. Всяка тичинка има дръжка и прашник с две прашникови торбички, в които след мейотично делене се образуват хаплоидни микроспори (цветен прашец) – мъжки полови клетки. Броят и подреждането им в цвета варират при различните видове и надвидови групи – това е важен систематичен белег при класификацията и филогетнията на цветните растения.